# Ruta 6 (Costa Rica)
La Ruta 6, oficialmente Ruta Nacional Primaria 6, es una ruta nacional de Costa Rica ubicada en las provincias de Alajuela y Guanacaste.

## Descripción
Esta carretera comienza en Cañas, de la provincia de Guanacaste partiendo de la Ruta 1. Pasa por el cantón de Bagaces, después llega a Bijagua en la provincia de Alajuela y finaliza en Upala, en la Ruta 4.
En la provincia de Alajuela, la ruta atraviesa el cantón de Upala (los distritos de Upala, Bijagua, Canalete).
En la provincia de Guanacaste, la ruta atraviesa el cantón de Bagaces (el distrito de Río Naranjo), el cantón de Cañas (los distritos de Cañas, Palmira).